# Ginge Anvik
Jan Inge „Ginge“ Berentsen Anvik (* 25. Oktober 1970 in Kōbe, Japan) ist ein norwegischer Komponist.

## Leben
Mit der norwegischen Komödie Tommys Inferno debütierte Anvik 2005 als Filmkomponist. Weitere bekannte Mitwirkungen als Komponist im Film hatte er 2006 in Anderland von Regisseurs Jens Lien und von 2007 bis 2008 in der norwegischen Filmreihe Der Wolf sowie 2011 in Sons of Norway. 2014 schuf er die Filmmusik für den Kinderfilm Doktor Proktors Pupspulver und 2015 für deren Fortsetzung Doktor Proktors tidsbadekar.

## Filmografie
- 2005: Tommys Inferno
- 2006: Anderland (Den brysomme mannen)
- 2006: Att göra en pudel
- 2006: Uro
- 2007: Mars & Venus
- 2007: Der Wolf: Das vermisste Mädchen (Varg Veum – Bitre blomster)
- 2008: Der Wolf: Dunkle Geschäfte (Varg Veum – Tornerose)
- 2008: Der Wolf: Dein bis in den Tod (Varg Veum – Din til døden)
- 2008: Der Wolf: Gefallene Engel (Varg Veum – Falne engler)
- 2008: Der Wolf: Auf eigene Faust (Varg Veum: Kvinnen i kjøleskapet)
- 2008: Der Wolf: Tote Hunde beißen nicht (Varg Veum – Begravde hunder)
- 2009: Vegas
- 2010: Varg Veum – Zeichen an der Wand (Varg Veum – Skriften på veggen)
- 2011: Mach’ mich an, verdammt nochmal! (Få meg på, for faen)
- 2011: Sons of Norway (Sønner av Norge)
- 2011: Turn Me On
- 2011: Varg Veum – Schwarze Schafe (Varg Veum – Svarte får)
- 2011: Varg Veum – Gefährten des Todes (Varg Veum – Dødens drabanter)
- 2011: Varg Veum – Geschäft mit dem Tod (Varg Veum – I mørket er alle ulver grå)
- 2012: Varg Veum – Den Tod vor Augen (Varg Veum – De døde har det godt)
- 2012: Varg Veum – Kalte Herzen (Varg Veum – Kalde hjerter)
- 2012: Julekongen (Fernsehserie)
- 2012: Når boblene brister
- 2013: Mormor og de åtte ungene
- 2014: Polaroid (Kurzfilm)
- 2014: Doktor Proktors Pupspulver (Doktor Proktors prompepulver)
- 2015: Doktor Proktors Zeitbadewanne (Doktor Proktors tidsbadekar)
- 2015: Der Winterprinz – Miras magisches Abenteuer (Julekongen)
- 2015: De nærmeste
- 2017: Espen und die Legende vom Bergkönig (Askeladden – I Dovregubbens hall)
- 2018: Opportunity knocks (Norske byggeklosser)
- 2019: Britt-Marie war hier (Britt-Marie var här)
- 2019: Beforeigners